# Findanus
For 17. februar er dagens navn Findanus. Ireren Findan befriede sin søster fra vikingernes fangenskab. Han døde i år 878 i Benediktinerklosteret Rheinau i Schweiz.